# 高田町 (前橋市)
高田町（たかだまち）は、群馬県前橋市の旧町名である。
現在の文京町一丁目、文京町二丁目、文京町三丁目、文京町四丁目、朝日町二丁目、朝日町三丁目の各一部にあたる。1966年（昭和41年）、1967年（昭和42年）の住居表示の実施により、文京町二丁目、文京町三丁目、文京町四丁目、朝日町二丁目、朝日町三丁目の各一部となった。

## 地理
前橋市の中部に位置していた。

## 歴史
1928年（昭和三年）からの地名である。
1966年（昭和41年）の住居表示の実施に伴う町名変更により、文京町一丁目、文京町二丁目、文京町三丁目、文京町四丁目の各一部となり消滅した。

### 年表
- 1928年 前橋市天川町字高台、同町字矢田町の区域から前橋市高田町が成立
- 1966年 住居表示の実施に伴う町名変更により、両毛線以南の区域が朝日町二丁目、朝日町三丁目の各一部となる。
- 1967年 住居表示の実施に伴う町名変更により、文京町一丁目、文京町二丁目、文京町三丁目、文京町四丁目の各一部となり消滅。